# 萨马拉谷
萨马拉谷（Samara Valles）是火星珍珠湾区中部一条带有一系列河道特征的古河谷，其中心坐标位于南纬25.1度、西经19.1度附近，绵延距离约615公里，1976年国际天文联合会以现今法国索姆河的古罗马名命名了它。